# Supporter de football
Un supporter de football est une personne qui apprécie un club de football et appuie ce club lors de ses performances.

## Types de supporters

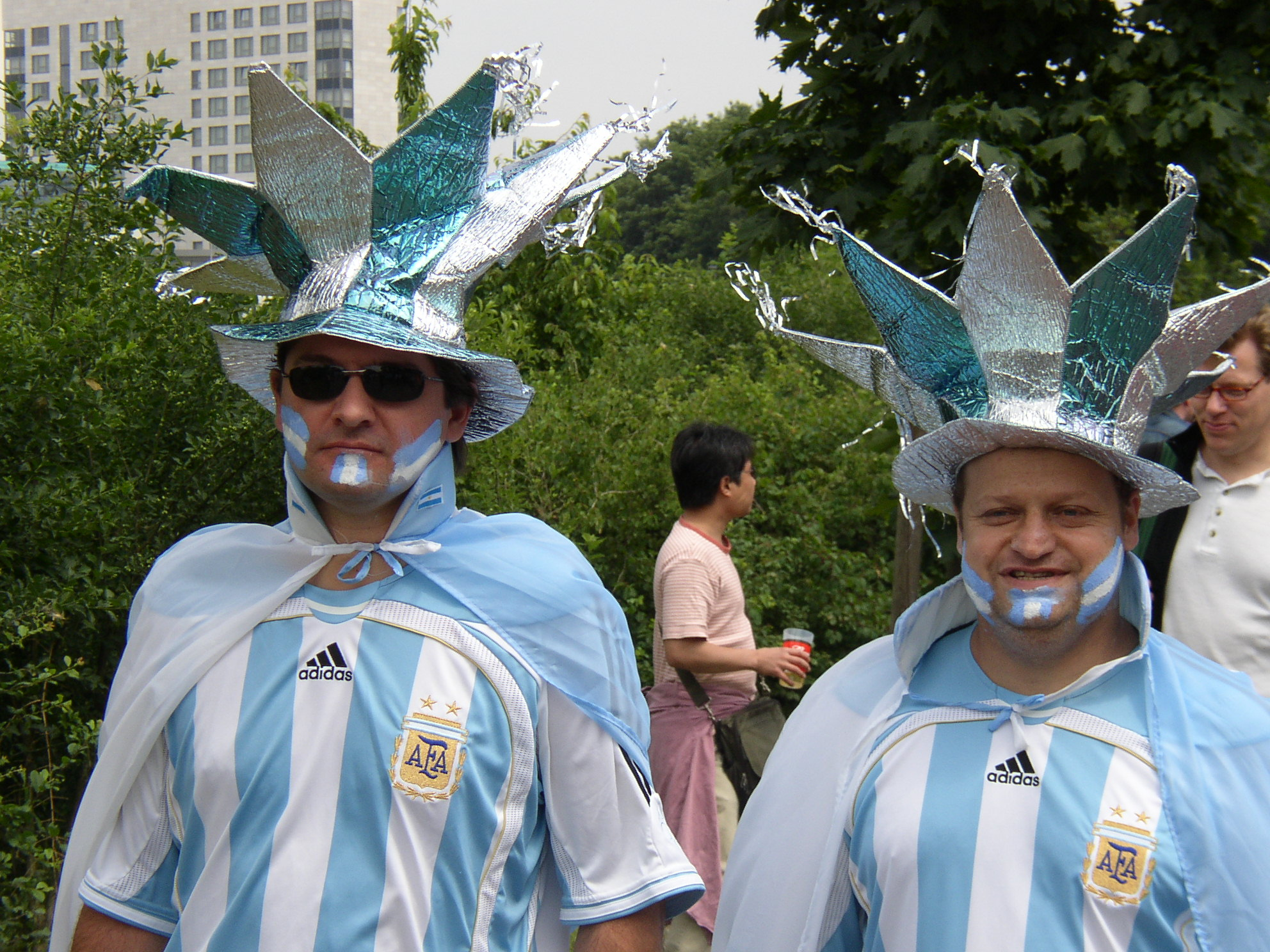
Supporters de l'équipe d'Argentine lors de la Coupe du monde 2006.

On distingue plusieurs niveaux d'implication chez les supporters.
- Les supporters occasionnels se rendent ponctuellement au stade de leur équipe favorite, de façon autonome. Certains vont regarder les matches dans des bars ou des pubs qui les retransmettent à la télévision.
- Certains supporters s'abonnent au stade de leur équipe favorite, afin d'assister à tous ses matches à domicile. Cette proportion dépend de plusieurs facteurs dont le palmarès du club considéré et du degré d'engouement local pour le football.
- Les supporters les plus passionnés s'organisent en groupes de supporters officiels ou non officiels. Ces associations de supporters sont créées afin d'organiser les encouragements. Ces groupes ont plus ou moins de pouvoir : certains vont jusqu'à contrôler en partie la billetterie du stade, d'autres élisent le président de leur club de football. Certains clubs possèdent plusieurs groupes de supporters, parfois plus d'une dizaine.
- Parmi ces groupes de supporters, les groupes plus influents sont ceux des supporters Ultras, parfois amalgamés à tort aux Hooligans, la distinction entre les deux termes résidant principalement dans l'usage de la violence, caractéristique des seconds.

Un mouvement apparaît depuis peu[Quand ?] sous l'impulsion de supporters souhaitant disposer de plus de pouvoirs au sein de leurs clubs, c'est celui du football participatif inspiré en partie par le modèle portugais et espagnol des Socios.
Le fort déclin du hooliganisme (en) dans les stades anglais dans les années 1990 puis dans les autres stades européens, surtout après les drames du Heysel en 1985 ou de Hillsborough en 1989, s'est accompagné d'une financiarisation des clubs et d'une hausse drastique du prix des billets, ce qui entraîne une gentrification du public qui varie selon les lieux, et une « désaffection des classes populaires qui, éloignées des enceintes sportives, sont réduites à suivre les matchs par écrans interposés ». Selon le journaliste Mickaël Correia, on note parallèlement « un retour des pratiques du supporteurisme dans les manifs : fumis, clapping, slogans étudiants ». Selon le sociologue Nicolas Hourcade, de nombreux stades dans les années 2010 cherchent à « améliorer l’expérience spectateur, en offrant de nouveaux services en amont et en aval de leurs rencontres. Un développement qualifié par certains chercheurs de « disneylandisation » des stades », les clubs dont l'identité culturelle se dilue progressivement dans le marketing se transformant en industrie du spectacle, ouvertement élitiste et tournée vers le profit, considérant le supporter comme un client qui recherche avant tout un spectacle footballistique de qualité alors que le vrai supporter désire, avant tout le reste, la victoire de son équipe,.

## Équipement

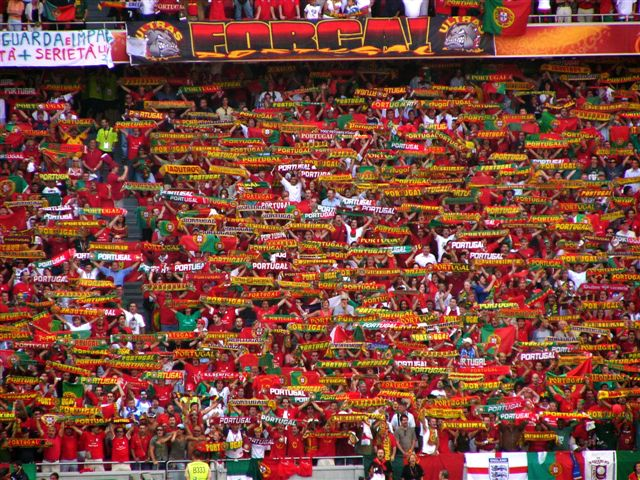
Supporters de l'équipe du Portugal lors de l'Euro 2004.

Parmi les équipements traditionnels d'un supporter de football, on trouve :
- l'écharpe,
- le maillot de l'équipe,
- le drapeau.

Ces équipements sont la plupart du temps aux couleurs de l'équipe soutenue.
Il y a aussi des supporters qui peignent leur visage ou leur corps aux couleurs de leur équipe pour montrer leur passion.
Les supporters appartenant à des groupes sont généralement mieux équipés, avec par exemple, des étendards, mégaphones ou des instruments de musique de fanfares (tambours, etc.). Une grande partie des supporters utilisent des fumigènes ou des feux de Bengale, bien que l'usage de ceux-ci soit controversé voire interdit (dans certains pays) à l'intérieur des stades.

## Animations
Pour encourager leur équipe et montrer leur enthousiasme ou leur insatisfaction, les supporters crient, chantent, applaudissent, sifflent et huent. Mais ils profitent aussi de leur grand nombre pour organiser des animations collectives, comme la ola, qui consiste à ce que les spectateurs lèvent puis baissent les bras les uns après les autres de façon coordonnée, créant une impression de vague traversant les tribunes, ou encore les Tifos, des décorations constituées de bâches, de milliers de morceaux de papier ou de rubans brandis par les supporters, à la façon des mosaïques. Ces spectacles sont la grande spécialité des Ultras.
Quand une partie importante des supporters se met à siffler ou huer pour protester contre la mauvaise prestation de leur équipe, une décision d'arbitrage litigieuse ou une faute de l'adversaire, on parle de bronca. La bronca est une spécialité latine (sud de l'Europe et Amérique latine).

## Mouvements particuliers
Les supporters espagnols sont appelés les hinchas ou socios, les italiens les Tifosi. Ces groupes prennent souvent des noms aux consonances belliqueuses ou emphatiques.
Le Torcida (qui en portugais signifie « groupe de supporters ») désigne un mouvement né au Brésil et qui s'est ensuite répandu, notamment lors de la Coupe du monde de 1950.

## Rivalités entre supporters

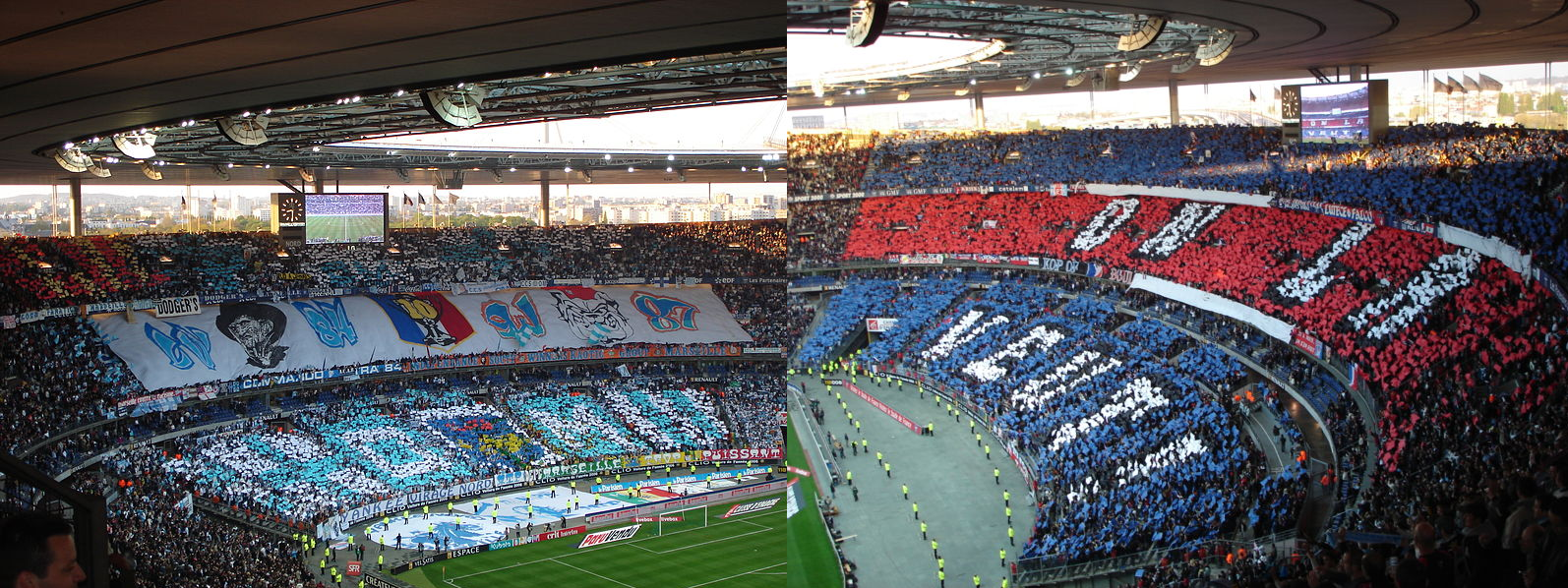
OM-PSG en 2006

Certains clubs font l'objet de grandes rivalités entre leurs supporters respectifs. L'origine de ces rivalités peut être historique (par exemple à la suite d'un match entre les deux équipes ayant eu un déroulement particulier ou ayant fait l'objet d'un enjeu important), ou géographique. Lorsque deux clubs d'une même ville ou d'une même région s'affrontent, on parle de derby.

## Portraits de supporters

### Zato
Né en 1955 à Alès, Serge Vieilledent est un supporter globe-trotter célèbre dans le milieu footballistique. Surnommé « Zato » en référence à Emil Zátopek, il a parcouru plus de six millions de kilomètres et vu plus de seize mille matchs en trente-quatre ans. Sans domicile, il est logé par des joueurs, des entraîneurs, des arbitres et des supporters de football toute l'année. Parrainé par Jean Sadoul, il a notamment suivi l'épopée de l'équipe de France espoirs en 1988, en France et à l'étranger. Laurent Blanc n'a jamais cessé de le soutenir depuis cette époque : une carte d'« accompagnateur » de la Fédération française de football, renouvelée chaque année depuis 1996, lui donne accès gratuitement à tous les stades français, pour toutes les compétitions nationales et internationales.